# پیسگوچاگا
پیسگوچاگا (به اسپانیایی: Pisgochaga) یک کوه در پرو است که در Peru, Ancash Region واقع شده‌است. پیسگوچاگا ۴٬۳۷۴ متر بالاتر از سطح دریا واقع شده‌است.